# Inanda stamperi
Inanda stamperi är en skalbaggsart som beskrevs av Schein 1956. Inanda stamperi ingår i släktet Inanda och familjen Melolonthidae. Inga underarter finns listade i Catalogue of Life.